# Dora Pejačević

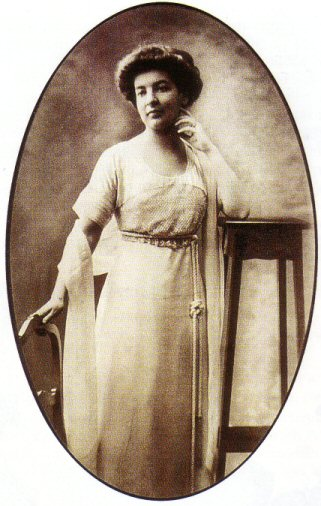
Dora Pejačević

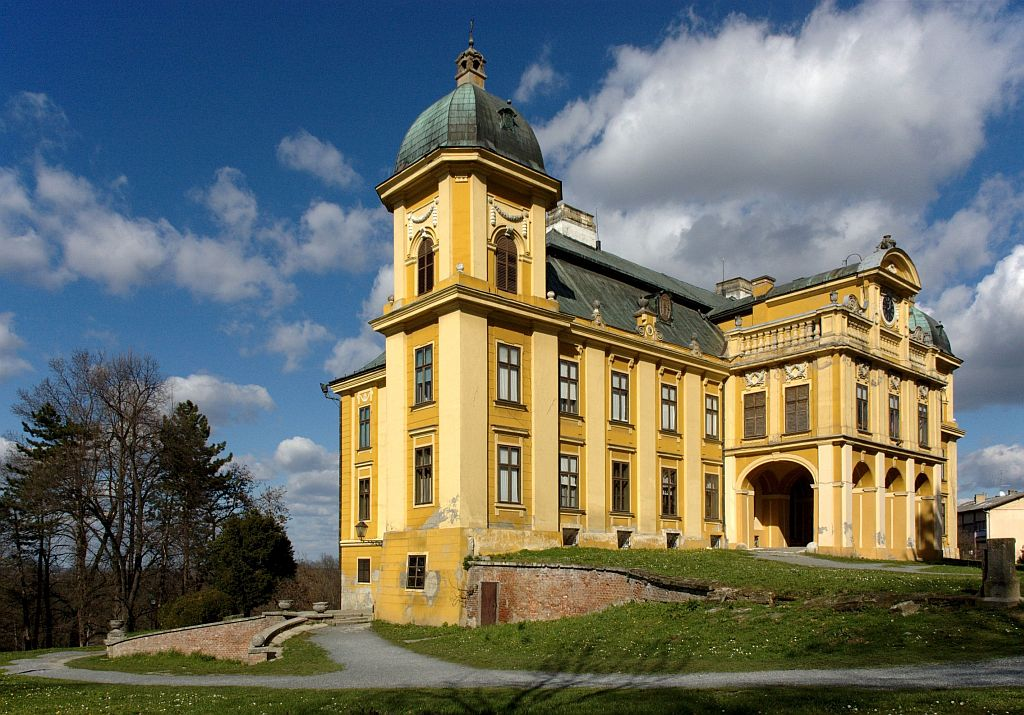
Schloss Pejačević, ihr Wohnort in Našice

Maria Theodora Paulina (Dora) Pejačević (* 10. September 1885 in Budapest, Österreich-Ungarn; † 5. März 1923 in München) war eine in Slawonien aufgewachsene und dort sowie in Dresden und München lebende Komponistin.

## Leben
Dora Pejačević wuchs in Našice (Slawonien) auf. Ihr Vater war der kroatische Ban Graf Teodor Pejačević, ihre Mutter die ungarische Baronin Elisabeta-Lilla Vay de Vaja, eine ausgebildete Pianistin und Sängerin. Ersten Musikunterricht erhielt Dora Pejačević beim Organisten Károly Noszeda (1863–1944) in Budapest. Im Kroatischen Musikverein in Zagreb setzte sie ihre Ausbildung fort, und zwar bei Václav Huml (Geige) und Ćiril Junek (Theorie) sowie in der Zagreber Privatschule von Dragutin Kaiser (Instrumentation). Ab 1909 nahm sie Privatstunden in Dresden bei Percy Sherwood (1866–1939) sowie in München bei Walter Courvoisier (Komposition) und Henri Petri (1856–1914; Violine). Im Wesentlichen war sie jedoch Autodidaktin; sie suchte sich ihre Anregungen im Gedankenaustausch mit anderen Künstlern. Zu ihrem Bekanntenkreis gehörten Annette Kolb, Karl Kraus (dessen Zeitschrift Die Fackel sie abonnierte), Rainer Maria Rilke und dessen Frau Clara Westhoff sowie die Pianistin Alice Ripper. Das Tagebuch von Dora Pejačević belegt weitere Lektüren, die ihr Interesse an philosophischen und sozialen Fragen weckten: Schopenhauer, Kierkegaard, Dostojewski, Ibsen, Nietzsche, Oscar Wilde, Thomas Mann.
Ihr Wohnort in Kroatien war Schloss Pejačević in Našice. Dort verbrachte sie ihre Kindheit, bis die ganze Familie 1903 nach Zagreb umzog. 1907 kehrte sie nach Našice zurück, aber zwei Jahre später begann sie ihr Studium in Dresden. 1911 übersiedelte sie für kurze Zeit nach München. Nach Ausbruch des Ersten Weltkriegs 1914 half sie in Našice die ganze Kriegszeit über als Pflegerin bei der Versorgung und Betreuung von Verwundeten. Gleichzeitig komponierte sie intensiv. In dieser Zeit entstanden einige ihrer bekanntesten Werke.
Zeitweise lebte sie auch in Budapest, Prag, Wien und schließlich seit ihrer Heirat mit Ottomar Lumbe 1921 in München in der Kaulbachstraße 45. Sie starb – ihren Tod in Briefen voraussehend – fünf Wochen nach der Geburt ihres Sohnes Theodor in der Münchener Frauenklinik, an einer Blutvergiftung (Sepsis) bzw. weiteren Untersuchungen zufolge an Nierenversagen, das die Folge eines Kindbettfiebers war.
Ihre Werke, von denen sie nur wenige publizierte, erlebten Aufführungen sowohl in ihrer Heimat als auch im europäischen Ausland: Interpreten waren die Pianisten Walther Bachmann, Svetislav Stančić und Alice Ripper; die Geiger Joan Manén, Václav Huml und Zlatko Baloković, die Sängerin Ingeborg Danz, die Dirigenten Oskar Nedbal und Edwin Lindner, das Thomán Trio, das Kroatische Streichquartett, die Zagreber Philharmonie, das Wiener Tonkünstler-Orchester und die Dresdner Philharmonie. Anlässlich ihres 100. Todestages 2023 wurden viele ihrer Werke – vor allem ihre Sinfonie – auch in Deutschland häufig aufgeführt.
„Vielfach begabt, zeitweise auch selbst literarisch aktiv, lebte Dora Pejačević hauptsächlich in der Musik und für die Musik“ (Koraljka Kos). Von Natur aus hochsensibel, komponierte sie „einem Seismographen ähnlich, der auf feinste Anregungen reagiert“ (Koraljka Kos) in einer – wie sie selbst sagte – „Trance der musikalischen Besessenheit“. Sie war die erste Frau in Kroatien, die Orchesterwerke schrieb. Aufgrund ihrer spätromantischen, harmonisch und instrumentatorisch raffinierten Klangsprache gilt sie als Vertreterin des Fin de siècle; gelegentlich wurde ihr Stil mit dem von Rachmaninow verglichen.

## Kompositionen (Auswahl)

### Vokalkompositionen
- Verwandlung op. 37b für Singstimme und Orchester, Text: Karl Kraus
- An eine Falte op. 46, Text: Karl Kraus
- Liebeslied op. 39 für Singstimme und Orchester, Text: Rainer Maria Rilke
- Mädchengestalten op. 42, Liederzyklus für Singstimme und Klavier, Text: Rainer Maria Rilke
- Zwei Schmetterlingslieder op. 52 für Singstimme und Orchester
- Drei Gesänge op. 53, Texte: Friedrich Nietzsche

### Orchesterwerke
- Sinfonie fis-Moll op. 41[3]
- Klavierkonzert g-Moll op. 33
- Phantasie concertante op. 48 für Klavier und Orchester
- Ouvertüre für großes Orchester op. 49

### Klavier- und Kammermusik
- Gondellied op. 4[4]
- Sechs Fantasiestücke op. 17
- Blumenleben op. 19
- Vier Klavierstücke op. 32a
- Klavierminiaturen
- Klaviersonate b-Moll op. 36
- Klaviersonate As-Dur op. 57
- Sonate D-Dur für Violine und Klavier op. 26
- Slawische Sonate für Violine und Klavier op. 43
- Canzonetta für Violine und Klavier op. 8
- Menuett für Violine und Klavier op. 18
- Romanze für Violine und Klavier op. 22
- Elegie für Violine und Klavier op. 34
- Meditation für Violine und Klavier op. 51
- Cellosonate op. 35
- Trio für Violine, Violoncello und Klavier C-Dur op. 29
- Klavierquartett op. 25
- Klavierquintett op. 40
- Streichquartett op. 58

## Diskografie
- Klavierkonzert g-Moll, op. 33 (1913). Sigrid Trummer (Klavier), Nürnberger Symphoniker, Label: Re Nova Classics, Wien, 1999
- Klavierkonzert g-Moll, op. 33 (1913). Oliver Triendl (Klavier), Brandenburgisches Staatsorchester Frankfurt (Oder), Howard Griffiths, Label: cpo, 2015
- Klavierkonzert g-Moll, op. 33 (1913). Peter Donohoe (Klavier), BBC Symphony Orchestra, Sakari Oramo, Label: Chandos, 2022
- Symphonie fis-Moll, op. 41 (1916–17; revidiert 1920), Phantasie Concertante op. 48. Volker Banfield (Klavier), Deutsche Staatsphilharmonie Rheinland-Pfalz, Ari Rasilainen, Label: cpo, 2011
- Symphonie fis-Moll, op. 41 (1916–17; revidiert 1920). BBC Symphony Orchestra, Sakari Oramo, Label: Chandos, 2022
- Sonate für Violine und Klavier, D-Dur, op. 26, Trio für Violine, Violoncello und Klavier, D-Dur, op. 15/1, Quintett für 2 Violinen, Viola, Violoncello und Klavier, h-Moll, op. 40. Anika Vavić (Klavier), Quarteto Amazonia, Label: Re Nova Classics, Wien, 2001
- Sonate für Violoncello und Klavier, e-Moll, op. 35, Trio für Violine, Violoncello und Klavier, C-Dur, op. 29. Tatjana Kubala, Monika Leskovar, Cornelia Gartemann, Label: Re Nova Classics, Wien, Erscheinungsdatum: 2004
- Lieder (Ein Lied op. 11; Warum op. 13; 7 Lieder op. 23; 2 Lieder op. 27; 4 Lieder op. 30; Verwandlung op. 37; Liebeslied op. 39; Mädchengestalten op. 42; An eine Falte op. 46; 2 Schmetterlingslieder op. 52; 3 Gesänge op. 53; 2 Lieder op. 55). Ingeborg Danz (Alt), Cord Garben (Klavier), Label cpo, Erscheinungstermin 21. Mai 2012
- Lieder (7 Lieder op. 23; 4 Lieder op. 30; Mädchengestalten op. 42; 3 Gesänge op. 53; 2 Schmetterlingslieder op. 52; 2 Lieder op. 27; 2 Lieder op. 55; Verwandlung op. 37; An eine Falte op. 46; Liebeslied op. 39; Ein Lied op. 11; Warum op. 13). Sylvie Vučić (Sopran), Jean Angliviel (Klavier), Label: Passavant, Erscheinungstermin: 15. August 2012
- Klaviertrio op. 29, Künstler: Andrej Bielow, Christian Poltera, Oliver Triendl, Label: cpo, 2011
- The Complete Piano Works. Nataša Veljković (Klavier), Label: cpo, 2014
- Sonate in b-Moll op. 36. Kyra Steckeweh (Klavier), Label: Deutschlandradio/Kaleidos, 2020

## Film
- 1993: Kontessa Dora, kroatischer Spielfilm von Zvonimir Berkovic[5]
- 2022: DORA – Flucht in die Musik. Dokumentarfilm von Kyra Steckeweh und Tim van Beveren[6]